# Jarre in China
Jarre in China è un album live di Jean-Michel Jarre, composto da un CD + 2 DVD. Questo è il primo concerto con registrazione certificata in Alta Definizione THX.

## Il disco

### Il concerto
Il concerto è stato registrato in Surround 5.1 e seguito da più di 1 miliardo di spettatori cinesi tra presenti e spettatori in tv. Jarre è stato accompagnato sul palco da più di 250 musicisti, inclusi l'Orchestra Sinfonica di Pechino, l'Orchestra Nazionale Cinese, Il Coro dell'Opera di Pechino e molti noti musicisti rock cinesi.
Il DVD contiene commento audio in inglese e francese dello stesso Jean-Michel Jarre, un documentario di 52 minuti chiamato Jean Michel Jarre in the Footsteps of the Last Emperor, un altro documentario di 9 minuti (Freedom of Speech) con la collaborazione di Cui Jian, la galleria fotografica e la biografia di Jarre.

## Tracce

### DVD 1 - Città Proibita
1. Forbidden City
2. Aero
3. Oxygène 2
4. Oxygène 4
5. Geometry of Love
6. Equinoxe 8 - Band in the Rain
7. Equinoxe 4
8. Voyage to Beijing
9. Chronologie 6
10. Theremin Memories
11. Zoolookologie
12. Aerozone
13. Aerology
14. Chronologie 3
15. Vivaldi - Winter
16. Fishing Junks at Sunset
17. Fourth Rendez-Vous
18. Souvenir of China
19. Second Rendez-Vous

### DVD 2 - Piazza Tianamnen
1. Arrival
2. Aerology
3. La Foule (Tribute to Edith Piaf)
4. Tiananmen
5. Oxygene 13

### CD Audio
1. Aero – 3:26
2. Oxygene 2 – 7:39
3. Oxygene 4 – 4:12
4. Geometry of Love – 5:01
5. Equinoxe 8 - Band in The Rain – 1:05
6. Equinoxe 4 – 5:34
7. Aerozone – 5:00
8. Chronologie 6 – 5:35
9. Fishing Junks at Sunset – 11:45
10. Souvenir of China – 4:38
11. Aerology – 3:37